# FC Stumbras
FC Stumbras var en fotbollsklubb i Kaunas i Litauen. 

## Historia
FC Stumbras grundades 2013.
Sommaren 2019 upphörde klubben att existera. Så småningom eliminerades från elitedivisionen. 
Upplöst juli 2019

## Meriter
- Litauiska Cupen: 2017.[4]

## Placering tidigare säsonger
| Säsong | Nivå | Liga                | Placering | Referens | Notering                        |
| ------ | ---- | ------------------- | --------- | -------- | ------------------------------- |
| 2013   | 3    | Antra lyga (Pietūs) | 2         | [ 5 ]    | Uppflyttad till Pirma lyga 2014 |
| 2014   | 2    | Pirma lyga          | 1         | [ 6 ]    | Uppflyttad till A lyga 2015     |
| 2015   | 1    | A lyga              | 7         | [ 7 ]    |                                 |
| 2016   | 1    | A lyga              | 5         | [ 8 ]    |                                 |
| 2017   | 1    | A lyga              | 7         | [ 9 ]    | Litauiska Cupen: vinnare        |
| 2018   | 1    | A lyga              | 4         | [ 10 ]   | Litauiska Cupen: finalist       |
| 2019   | 1    | A lyga              | 8         | [ 11 ]   | Upplöst                         |

## Europeiska cuperna
| Säsong    | Tävling            | Runda | Motståndare      | Hemma | Borta | Sammanlagt |
| --------- | ------------------ | ----- | ---------------- | ----- | ----- | ---------- |
| 2018/2019 | UEFA Europa League | 1Q    | Apollon Limassol | 1–0   | 0–2   | 1–2        |

## Kända spelare
- Dominykas Galkevičius (2017)
- Rimvydas Sadauskas (2015–2019)

## Tränare
- Gerhardas Kvedaras (2013–2014)
- Rolandas Čepkauskas (2014–2015)
- Darius Gvildys (2015–2016)
- Mariano Jerónimo Barreto (2016–2018)
- João Luís Martins (2019)